# Mahathala ariadeva
Mahathala ariadeva är en fjärilsart som beskrevs av Hans Fruhstorfer 1908. Mahathala ariadeva ingår i släktet Mahathala och familjen juvelvingar. Inga underarter finns listade i Catalogue of Life.